# Megalomus atomarius
Megalomus atomarius là một loài côn trùng trong họ Hemerobiidae thuộc bộ Neuroptera. Loài này được Navás miêu tả năm 1936.